# Gran maestre

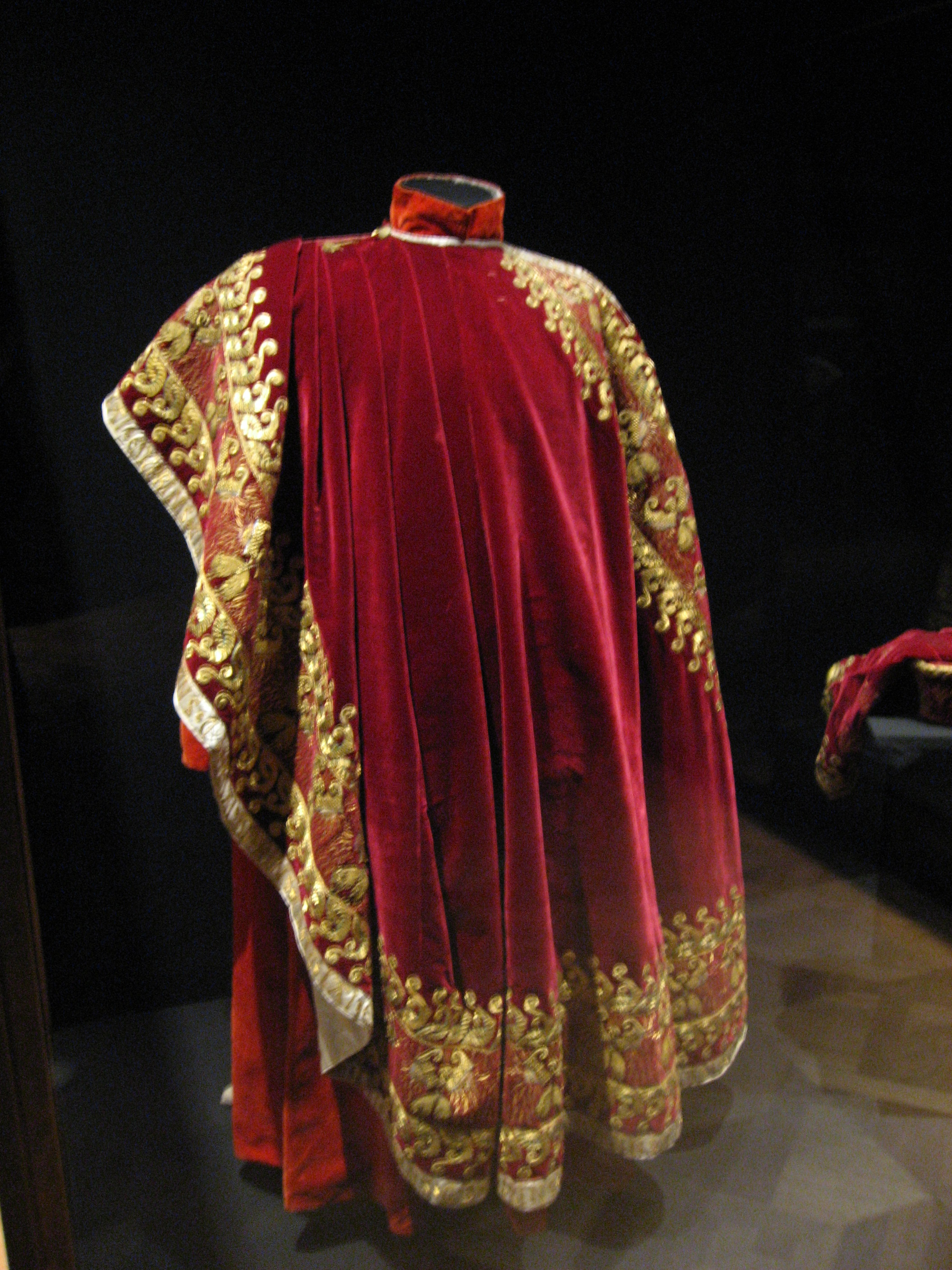
Capa ceremonial del Gran Maestre de la Orden del Toisón de Oro.

El gran maestre es la máxima autoridad en las órdenes militares y religiosas, responsable de liderar y tomar decisiones en asuntos militares, políticos y espirituales. Su posición central implica no solo un poder considerable en la organización de la orden, sino también una representación de los valores y la misión espiritual de la institución. La figura del gran maestre encarna la unidad de la orden, actuando como símbolo de continuidad, integridad y compromiso ético, especialmente en tiempos de guerra y paz. A través de su liderazgo, el gran maestre representa los ideales de caballería y dedicación religiosa, los cuales eran fundamentales para inspirar a los miembros y proyectar una imagen de autoridad y rectitud ante la sociedad medieval.
En la Orden de Malta, por ejemplo, el gran maestre no solo coordinaba la defensa militar, sino que también supervisaba la administración de hospitales para peregrinos y combatientes heridos, reflejando su papel en actividades tanto bélicas como asistenciales. Este enfoque integral subraya la unión entre lo espiritual y lo secular, lo militar y lo benéfico, que definía a muchas órdenes medievales. La combinación de estos roles hacía del gran maestre una figura clave tanto en la protección como en la guía espiritual de la comunidad.

## Funciones y Responsabilidades del Gran Maestre
El gran maestre, generalmente elegido de por vida, es el líder supremo y portavoz de la orden, concentrando en su figura una combinación de roles estratégicos, administrativos y espirituales. Aunque las funciones específicas podían variar según la orden, los siguientes aspectos eran comunes y fundamentales:
- Dirección Militar: Como jefe de las fuerzas armadas de la orden, el gran maestre lidera en conflictos, elabora estrategias y organiza las defensas. Este rol era vital en órdenes como la Orden del Temple y la Orden Teutónica, donde el control de territorios y la expansión militar eran prioritarios. Además de coordinar a los caballeros, el gran maestre administraba fortalezas, equipos y recursos militares que eran esenciales para la seguridad y el poderío de la orden. Se le consideraba responsable de entrenar y motivar a sus caballeros, asegurando que el orden estuviera siempre preparado para defenderse y actuar.[3] En tiempos de cruzada, el gran maestre también colaboraba con otros líderes para coordinar estrategias conjuntas en defensa de Tierra Santa.[4]

- Autoridad Espiritual y Moral: Además de sus funciones militares, el gran maestre actúa como líder espiritual de la orden. Se le encarga la vigilancia de que los miembros mantengan los votos de castidad, obediencia y pobreza, garantizando que las prácticas religiosas y ceremoniales se respeten fielmente. Esta autoridad espiritual era particularmente importante en órdenes como la Orden de Santiago y la Orden de San Juan, donde la devoción religiosa y el servicio a Dios eran el centro de la vida de los caballeros. A menudo, el gran maestre convocaba a oraciones y vigilias, recordando a los miembros su compromiso con los ideales cristianos de la orden. Este rol espiritual reforzaba la unidad y el propósito común entre los caballeros, actuando como un modelo de virtud y piedad.[5]

- Administración y Gestión de Bienes: La administración de las propiedades y riquezas de la orden recaía en el gran maestre, quien debía asegurar un uso eficiente y ético de los recursos. Esto incluía la construcción y mantenimiento de fortalezas, hospitales y otros establecimientos que servían tanto a los miembros de la orden como a la comunidad. En órdenes como la Orden de Malta, la gestión económica era esencial, ya que los ingresos de tierras, tributos y donaciones permitían a la orden mantenerse autosuficiente y cumplir con sus deberes de defensa y hospitalidad. El gran maestre supervisaba además la producción agrícola y los recursos estratégicos, garantizando que la orden pudiera sostener sus operaciones sin depender exclusivamente de aliados externos.[6] En este sentido, el gran maestre no solo era un líder espiritual y militar, sino también un administrador capaz de manejar grandes recursos y proyectos.

- Representación y Diplomacia: Como representante de la orden, el gran maestre mantenía relaciones diplomáticas con otros líderes y autoridades, incluyendo reyes, papas y otros dirigentes. La habilidad diplomática del gran maestre era crucial para asegurar la protección y el apoyo de la orden, especialmente en tiempos de tensión política o de conflicto. Estos vínculos diplomáticos no solo ayudaban a la supervivencia de la orden en territorios hostiles, sino que también le permitían obtener concesiones y derechos. En ocasiones, el gran maestre debía negociar con potencias laicas y eclesiásticas para defender la autonomía de la orden y sus territorios.[7] Las alianzas políticas y las relaciones con el papado eran esenciales, especialmente en momentos de expansión o crisis.

Esta combinación de roles hacía del gran maestre una figura de liderazgo integral y central para la fortaleza y estabilidad de la orden. Al unificar funciones militares, económicas y espirituales, el gran maestre no solo dirigía la organización, sino que también personificaba el modelo de caballero-cristiano ideal en la Edad Media. Esto servía para inspirar lealtad y dedicación entre los miembros, consolidando la influencia y el propósito de la orden en un período lleno de desafíos y conflictos.

## Jerarquía en las Órdenes Religiosas y Militares
Las órdenes militares y religiosas poseían estructuras jerárquicas bien definidas que permitían una administración efectiva de sus territorios y la organización de sus actividades. Estas jerarquías no solo facilitaban la coordinación militar y administrativa, sino que también reforzaban la cohesión interna y el respeto a los principios espirituales de la orden. La estructura jerárquica de las órdenes generalmente seguía el siguiente esquema:
- Gran Maestre: Máxima autoridad de la orden, con poder sobre todos los aspectos organizativos y espirituales. El gran maestre tomaba las decisiones finales en cuestiones de guerra, política y religión y representaba a la orden ante otras instituciones. Su autoridad centralizaba el control y unificaba las estrategias de la orden, ya fuera en la administración de territorios o en la planificación de campañas militares. En órdenes como la Orden del Temple y la Orden de Malta, el gran maestre era visto como la encarnación de los ideales de la orden.[9]

- Maestre: En órdenes con estructuras regionales, el maestre se encargaba de liderar y supervisar una encomienda o región específica. Como subordinado del gran maestre, el maestre se aseguraba de que las políticas y mandatos de la orden se implementaran a nivel local, adaptándose a las particularidades de cada territorio. Los maestres regionales actuaban como figuras de poder intermedio, proporcionando una capa adicional de supervisión y gestión que era fundamental para las órdenes que operaban en múltiples regiones.[10]

- Prior Mayor o Gran Prior: Segundo en autoridad después del gran maestre en órdenes más centralizadas, el prior mayor era el responsable de supervisar las actividades espirituales y administrativas de la orden. Actuaba como representante del gran maestre en su ausencia y tenía a su cargo el mantenimiento de la disciplina y el respeto de las normas religiosas. En órdenes como la Orden de San Juan, el prior mayor desempeñaba un papel esencial en la vida comunitaria y espiritual de los caballeros.

- Consejo de los Treces: Este consejo estaba compuesto por trece frailes o caballeros seleccionados para asistir al gran maestre en la toma de decisiones. En algunas órdenes, como la Orden de Santiago, los Treces tenían la importante función de elegir a un nuevo gran maestre cuando el cargo quedaba vacante, asegurando la continuidad y legitimidad del liderazgo.[11] El consejo de los Treces representaba una instancia de balance de poder, asegurando que las decisiones no recayeran únicamente en el gran maestre.

- Comendadores: Encargados de administrar y dirigir las encomiendas (territorios o propiedades) de la orden, los comendadores supervisaban la gestión de recursos y la defensa local, reportando directamente al gran maestre o al prior mayor. Los comendadores eran esenciales para la economía de la orden, gestionando tierras agrícolas, bienes inmuebles y otros recursos que sostenían las actividades militares y benéficas de la orden.[6]

- Caballeros y Hermanos de la Orden: Los caballeros se dedicaban principalmente a la defensa militar y a la misión espiritual de la orden, mientras que los hermanos de la orden realizaban funciones religiosas, administrativas o de apoyo, tales como la gestión de hospitales, en el caso de la Orden de San Juan. La mayoría de los caballeros debían observar una estricta disciplina y cumplir con los votos establecidos por la orden, siendo el gran maestre y el prior mayor responsables de garantizar su adherencia.[8]

- Novicios: Los novicios eran miembros en formación, cuyo ingreso completo a la orden dependía de su entrenamiento en las disciplinas militares, religiosas y administrativas de la orden. Durante su periodo de noviciado, aprendían los valores y normas de la comunidad, siendo supervisados por caballeros experimentados. Una vez completado su entrenamiento y aprobado el proceso de formación, los novicios podían ser promovidos a rangos superiores y asumir responsabilidades militares y espirituales.

Esta estructura jerárquica variaba ligeramente de una orden a otra, pero el principio de centralización en torno al gran maestre y la cadena de mando clara eran comunes. En órdenes como la Orden de Santiago, el gran maestre tenía una conexión directa con el papa, mientras que en otras, como la Orden del Temple, existían roles intermedios que apoyaban al gran maestre en la administración de territorios distantes. La jerarquía permitía mantener la cohesión interna y facilitaba la respuesta rápida en tiempos de expansión o conflicto.

## Destitución del Gran Maestre
Aunque el cargo de gran maestre es generalmente vitalicio, existen circunstancias excepcionales en las que puede ser destituido. Estas situaciones incluyen casos de incapacidad física o mental, así como conductas o decisiones consideradas perjudiciales para la integridad, reputación o misión de la orden. En tales circunstancias, la destitución del gran maestre se lleva a cabo mediante un proceso formal y riguroso, que implica la intervención de los órganos superiores de la orden.
El proceso de destitución normalmente requiere la aprobación de varios cuerpos de la orden para asegurar que la decisión sea imparcial y basada en el bien común. Primero, el Consejo de los Treces evalúa la situación y recomienda si procede la destitución. A continuación, el prior mayor y el convento mayor también deben dar su consentimiento. Esta estructura de control busca mantener la estabilidad de la orden y protegerla de posibles abusos de poder. A través de este mecanismo, se asegura que el liderazgo del gran maestre esté en manos de una figura que no solo posea habilidades estratégicas y administrativas, sino también el compromiso ético y espiritual necesario para guiar la orden de acuerdo con sus ideales y misión.
Históricamente, pocas destituciones de gran maestres han sido documentadas, ya que el puesto suele estar protegido por un alto grado de reverencia y lealtad entre los miembros. Sin embargo, algunos casos en la historia de las órdenes, como el de la Orden del Temple, han demostrado que cuando un gran maestre pone en riesgo los valores fundamentales de la orden, los órganos de gobierno pueden intervenir para proteger la institución y su misión.
Este proceso refleja el balance de poder dentro de las órdenes militares y religiosas medievales, donde la autoridad del gran maestre está limitada por la estructura de la orden y su responsabilidad de actuar en beneficio de la comunidad y de acuerdo con sus principios fundacionales.